# Griffin (Schiff, 1936)
HMS Griffin (H31) war einer der acht Zerstörer der G-Klasse der britischen Royal Navy. Im Zweiten Weltkrieg wurde der Zerstörer mit den Battle Honours „Norway 1940“, „Mediterranean 1940–41“, „Matapan 1941“, „Greece 1941“, „Crete 1941“, „Malta Convoys 1941–42“ und „Libya 1942“ ausgezeichnet.
1943 wurde der Zerstörer an die Royal Canadian Navy abgegeben, die ihn am 20. März 1943 als HMCS Ottawa in Dienst stellte und bis zum Kriegsende U-Boot-Abwehr-Zerstörer einsetzte. Neben dem seit 1940 von der polnischen Marine eingesetzten Schwesterschiff Garland war die Ottawa einer der beiden Zerstörer der D-Klasse, die den Weltkrieg überstanden, während die sieben anderen Einheiten der Klasse verloren gingen.

## Geschichte des Schiffs
Das Schiff lief am 15. August 1935 als Teil einer Klasse von acht Zerstörern bei Vickers-Armstrong in Barrow-in-Furness, Cumbria, vom Stapel. In Dienst gestellt wurde es am 6. Juni 1936.
Der Zerstörer wurde zunächst gemeinsam mit der Mehrzahl seiner Schwesterschiffe in der 1. Zerstörerflottille in den Gewässern rund um die Britischen Inseln eingesetzt. Zu seinen Aufgaben nach Kriegsbeginn gehörte insbesondere die Sicherung von Geleitzügen und Kriegsschiffen in den Gewässern rund um die Britischen Inseln.
Im April 1940 wurde der Zerstörer dann bei der versuchten Abwehr der deutschen Landung in Norwegen (Unternehmen Weserübung) zur Deckung von Schiffen der Home Fleet eingesetzt. Dabei gelang es am 26. April, gemeinsam mit den Zerstörern Acheron und Arrow, das deutsche Vorpostenboot „Schiff 26“ zu kapern, das getarnt unter niederländischer Flagge als Polares fuhr. Es wurden äußerst wertvolle geheime Codebücher und Schlüsselzettel erbeutet. Dies erlaubte den britischen Codebreakers von Hut 8 (Baracke 8) im englischen Bletchley Park den Einbruch in den deutschen Marinefunkschlüssel.
Ab Juli 1940 war der Zerstörer als Teil der 8. Zerstörerflottille der Force H in Gibraltar zugeordnet. Er eskortierte mehrmals Flugzeugträger, die Flugzeuge nach Malta ausflogen. Bei einer ausgedehnten U-Boot-Jagd, die aufgrund erbeuteter italienischer Geheimunterlagen möglich wurde, konnte die Griffin am 20. Oktober 1940 zusammen mit Gallant und Hotspur das italienische U-Boot Lafolè östlich von Gibraltar zu versenken.
Im Laufe des Monats November wurde der Zerstörer dann zur Mittelmeerflotte mit dem Hauptstützpunkt Alexandria transferiert. Dort wurde er der 14. Zerstörerflottille zugeordnet. Bei der Seeschlacht bei Kap Teulada deckte HMS Griffin Kreuzer und Schlachtschiffe der Royal Navy. Anfang 1941 nahm der Zerstörer als Eskorte an einem der Malta-Geleitzüge teil, Ende März 1941 dann an der Schlacht bei Kap Matapan.
Bei der Evakuierung des griechischen Festlandes im April 1941 (Operation Demon) und in den folgenden Wochen war das Schiff im Dauereinsatz. Nach einem weiteren Malta-Geleit folgten Ende Mai/Anfang Juni ununterbrochene Einsätze im Rahmen der letztlich erfolglosen Versuche, die Insel Kreta gegen deutsche Landungsoperationen (Unternehmen Merkur) zu verteidigen, und der anschließend notwendigen Evakuierung der alliierten Truppen.
Nach weiteren Malta-Konvois wurde HMS Griffin im Februar 1942 der British Eastern Fleet in Trincomalee, Ceylon, zugewiesen. Bei der japanischen Attacke im Indischen Ozean wurde das Schiff als Deckung für die Gruppe 2 eingesetzt, welche aus den langsameren Einheiten der Flotte bestand.
Im Juni war es wieder zurück im Mittelmeer, wo es wiederum bei einem großen Malta-Geleit verwendet wurde (Operation Vigorous).
Mitte Mai 1943 wurde der Zerstörer an die Royal Canadian Navy abgegeben, die ihn in HMCS Ottawa (H31) umbenannte. Er wurde nunmehr zur Sicherung von Nordatlantik-Konvois verwandt. Im Zuge laufender Instandsetzungsmaßnahmen wurde deshalb die U-Boot-Abwehr- und Flugabwehr-Bewaffnung des Zerstörers zulasten der Hauptgeschütze und eines Torpedorohrsatzes verstärkt.
Im Sommer 1944 lag der Einsatzschwerpunkt dann im Ärmelkanal und in der Biskaya, wo der Zerstörer deutsche U-Boote und Vorpostenboote jagte. Dabei gelang es, am 7. Juli 1944 gemeinsam dem Zerstörer Kootenay und der Korvette Statice das deutsche U-Boot U 678 südwestlich von Brighton zu versenken. Zwei weitere Versenkungen folgten am 18. und 20. August, als in Zusammenarbeit mit den Zerstörern Kootenay und Chaudiere die U-Boote U 621 und U 984 nordwestlich von La Rochelle bzw. westlich von Brest versenkt werden konnten.
Vom Jahresende bis zum Kriegsende war HMCS Ottawa II in kanadischen Gewässern eingesetzt. Das Schiff wurde dann im Dezember 1945 außer Dienst gestellt und einen Monat später verschrottet.